# 오파츠
오파츠(영어: out-of-place artifact, OOPArt)는 미국의 자연주의자이자 미확인동물학자인 이반 T. 샌더슨이 처음으로 주창한 용어로 역사학적, 고고학적, 고생물학적으로 불가능해 보이거나 비정상적으로 보이는 물체를 의미한다. 예를 들어, 그 당시 역사적으로 존재했던 문명의 수준보다 한참 높은 수준의 물건이 발견되거나 인간이 존재하기 이전 시대에 "인간의 흔적"이 나오면 오파츠라고 부른다.
오파츠라는 단어는 주류 역사학계 및 과학계에서 거의 사용하지 않는다. 보통 미확인동물학자, 고대 우주비행사설 신봉자, 젊은 지구 창조설자, 미스테리 마니아들이 주로 사용한다. 오파츠라고 이름붙여진 물체들은 대부분 주류 과학으로 충분히 설명이 가능하거나, 사기로 밝혀진 비주류 의사 고고학이나 비주류 과학계의 것으로 나타났다.
오파츠 진짜설을 비판하는 측은 오파츠를 유물 해석을 잘못했거나 자기 희망 사항의 단정, 특정 문화, 믿음의 지식 및 이해 부족 등으로 만들어진 엉터리 결과물이라고 말한다. 오파츠 지지자들은 주류 과학계에서 고의적으로 혹은 무지로 거대한 지식 영역을 무시하고 있다고 말한다.
오파츠의 일부 사례들 중에서는 부정확한 설명으로 불확실한 물체로 취급되버리는 경우도 있다. 예를 들어 볼프세그 철은 완벽한 입방체로 알려졌지만 실제로는 각 길이 차이가 있다. 또한 클럭스도르프 구체는 완벽한 구로 알려졌지만 실제로는 그렇지 않다. 델리의 철 기둥은 "녹슬지 않는 철"로 만들어졌다고 알려졌지만, 실제로는 기둥 밑바닥 쪽은 녹이 슬어 있다.
기존 인류 역사에 대한 관점에 대해 의문을 가진 작가나 연구자들은 자신의 주장에 대한 근거로 오파츠를 이용하고 있다. 창조과학에서는 고고학적 기록, 과학적 연대 및 인간 진화 모델과 창조과학 측의 주장 차이에 대해서 오파츠와 같은 비정상적 발견물을 근거로 사용하고 있다. 선사 시대 종교가 고대 우주비행사설과 연관되었다는 주장, 사라진 문명이 현재 가지고 있는 기술과 개념보다 더 진보되어 있다는 주장을 하는 측에서도 오파츠를 인용한다.

## 오파츠의 예
아래의 예는 다양한 비주류 저자(#더 보기 참조)들이 오파츠라고 주장하는 물체이다. 물론 오파츠가 있을 가능성이 없는 것은 아니나 그 확률은 정말 낮다.

### 주류과학으로 완전히 설명이 가능한 물품
- 안티키티라 메커니즘: 태양계의 순환을 계산하는 톱니 장치. 기원전 2세기에 제작된 것으로 추정.

### 주류과학으로 일부 설명이 가능한 물품
- 메인 페니: 크리스토퍼 콜럼버스가 아메리카 대륙에 도달하기 전, 바이킹들이 지금의 미국 메인주로 가져온 것으로 추정된다.
- 테카식-칼릭스틀라우아카 머리: 멕시코 무덤에서 고대 로마인의 머리가 발견되었다.

### 이전에 정설로 받아들였던 유물
- 바그다드 배터리: 꽃병에 꽃힌 막대기로 파르티아나 사산 왕조 페르시아 시기에 만들었다고 추정된다. 도금을 위해 갈바니 전지로 사용된 것이라고 추측되어있지만, 그밖에 이 시대에서 전기를 이용한 유물이 발견되지 않았다는 것이 문제였다. 이후 이 유물이 단순히 포도주를 담는 단지라는 설이 제기되었다.
- 위니페소키 호 수수께끼 돌: 원래 부족 사이의 조약이라 생각했다. 하지만 나중에 분석의 신뢰성 문제가 불거졌다.

### 고대 유물로 정통적 해석

델리의 철 기둥

- 바알베크 거석: 청동기 시대의 유물로 추측되었으나, 그 시대의 기술로는 제작이 불가능하다.
- 덴데라 등: 전구를 묘사한 그림은 고대 이집트 시대에 그려졌으며, 실제로는 큰 야자의 잎을 그린 것이다.
- 무쇠인간: 오래된 철제 기둥은 중세 유럽 시기에 제작한 것으로 추정된다.
- 델리의 철 기둥: 당시 인도에 있던 보편적인 기술보다 더 수준 높은 야금술로 만들어졌다고 알려진 기둥이다.
- 나스카 선: 공중에서 바라보면서 도와주지 않는 이상 만드는 것이 불가능하다. 제작 방법에 관해선 몇가지 설이 있다.
- 파칼의 석관 뚜껑: 독일의 고고학자인 에리히 폰 다니켄은 이 석판이 우주선을 묘사한 것이라고 주장하였다.
- 피리 레이스의 지도: 게빈 렌지스와 찰스 햅구드 등의 고대 우주비행사론자들이 오스만 제국 시대 해군 제독인 피리 레이스가 남극의 정확한 해안선을 그렸다고 주장한 유물이다. 심지어는 현대에 들어서면서나 밝혀진 빙하기 시대 이전의 완전한 육지로 된 남극을 그렸다고 주장되고 있으나, 고고학계는 이를 부정하였다.
- 사카라 새: 비행기를 묘사했다고 알려진 유물인데, 실제로는 메기의 모양을 묘사한 것으로 이 유물은 고대 이집트 시대에 제작된 것이라고 추정된다.
- 차광기 토우: 소형 휴머노이드와 동물의 작은 입상을 본 따 만든 이 유물은 일본의 선사 시대인 조몬 시대 (기원전 14000년 - 400년)에 만들어졌지만, 일부에선 외계 우주 비행사를 본땄다고 주장하고 있다.
- 코스타리카 구체: 살짝 찌그러졌지만 완전한 구에 가까운 수십 개의 돌로, 콜럼버스가 아메리카에 도착하기 전 카리브 제도에서 만들어진 물체이다.

### 확인되지 못한 물체
- 도체스터 단지: 이 금속 냄비는 1852년에 단단한 바위의 잔해였다는 주장이 제기되었다.
- 킹구다이 인공물: 부식된 못과 비슷한 물체가 단단한 암석에 싸여 있었다고 주장되었다.
- 푼테 마그마: 수메르어가 적혀져 있는 것처럼 보이는 그릇이 티아우아나코에서 발견되었다고 주장하고 있다.
- 기원전 비행기 콜롬비아 황금 제트기

### 사실상 거짓으로 판명된 것들

#### 현대의 작품

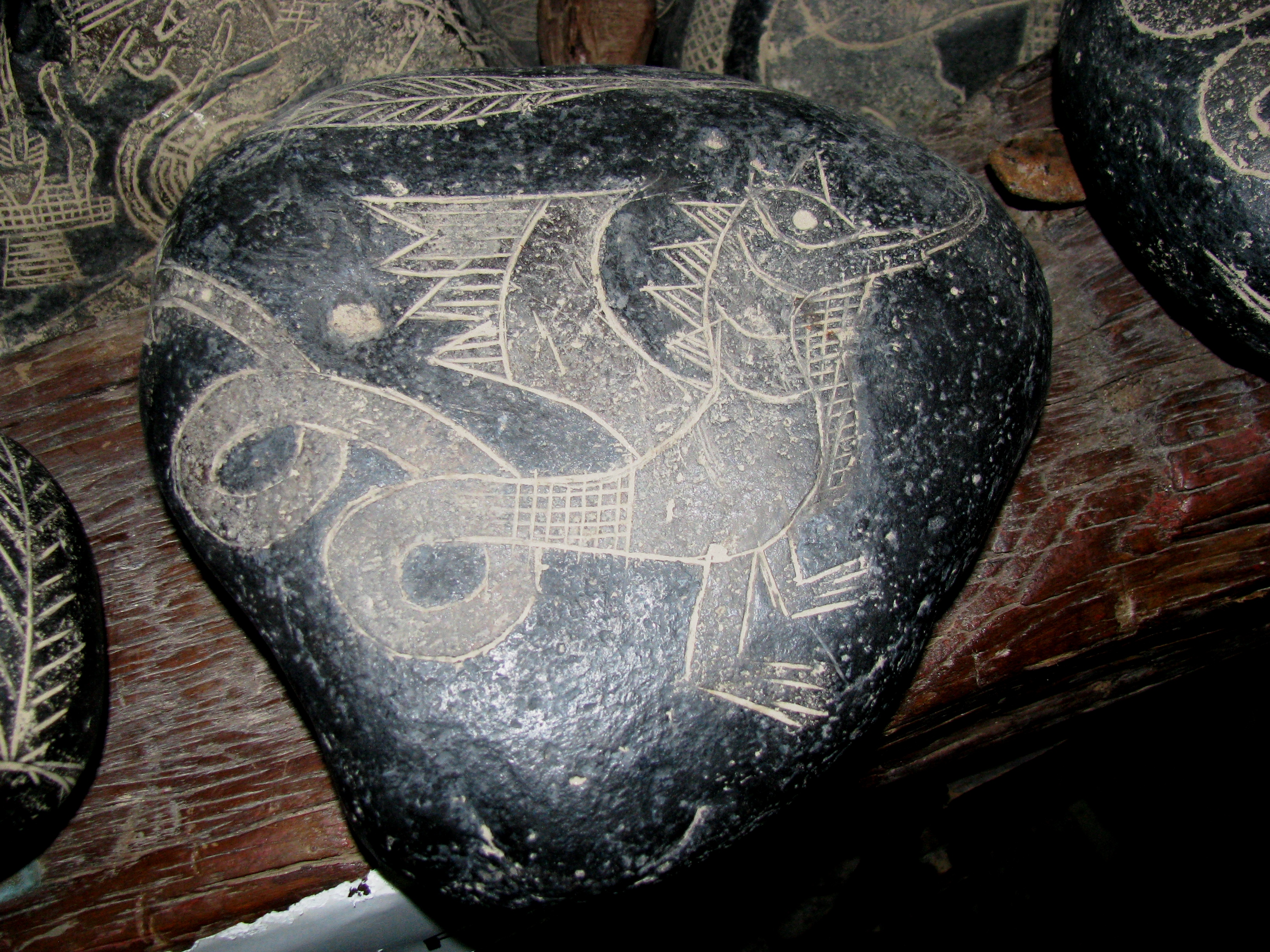
이카의 돌 중 용같은 동물을 묘사한 그림.

- 아캄바로 토우(공룡 토우): 20세기 중반에 만들어진 공룡 인형으로, 발데마어 율스루트가 고대 사회에 만들어진 유물이라 주장했다.
- 수정 해골: 콜롬버스의 아메리카 대륙 도달 이전의 남아메리카에서 고급 치석 기술을 이용하여 제작한 물건이라고 주장했다. 그러나, 19세기에 만들어진 것으로 추정된다.
- 이카의 돌: 잉카 문명의 공룡 사냥꾼, 외과 수술, 그리고 다른 현대적인 또는 공상적인 주제가 그려져 있다. 수집한 하비에르 카브레라 다르케아는 선사 시대의 사람이 그렸다고 주장했다.
- 켄싱턴 룬돌: 라이프 에렉슨의 식민지에서 15세기에 만든 것이라 주장했다. 일반적으로 현대에 제작한 것으로 추정되고 있다.
- 미시간 인공물: 미국의 미시간주 동부에서 발견된 것으로, 위조가 판명될 때까지 고대 인류를 증명한 것이라 주장했다.
- 투손 인공물, 또 다른 사기이다.
- 칼라베라스 머리뼈
- 로스 루너스 십계명 돌

#### 자연물을 유물로 오해
- 백공산 철관: 현 상태를 자연과 인공으로 논쟁 중이다.
- 엘타닌 안테나: 실제로는 스펀지이다.
- 클럭스도르프 구체: 선캄브리아 시대에 응결된 물체이다.

#### 만들어진 시기를 오해
- 코소 인공물: 선사 시대 것으로 생각했지만, 실제로는 1920년대에 만들어진 점화 플러그이다.
- 말라카이트 맨: 백악기 초반의 것이라 생각했지만, 실제로는 콜럼버스 이후의 무덤이다.
- 볼프세그 철: 제3기의 것으로 생각했지만, 실제로는 초기 광산에서 부정확하게 입방체인 물건이였다.

### 완전히 거짓으로 드러난 것들
- 드조파 석상: 데이비드 게먼 (데이비드 아가먼이라고도 함)이 태양신의 망명이라는 거짓 문서를 작성했다.

## 같이 보기
- 고대 기술
- 아나크로이즘
- 의사 고고학
- 오컴의 면도날 - 두 가설이 있을 경우, 더 간단하게 설명할 수 있는 가설이 좋다는 원리
- 팔룩시 강 - 1930년대 같은 암반층에 공룡 발자국과 인간 발자국이 동시에 찍힌 것이 발견되어 유명해진 곳.

작가와 저작물
- 찰스 포트 - 비정상 현상 연구
- 포르틴 타임즈 (Fortean Times)
- 페테르 콜로시모
- 에리히 폰 데니켄 - 고대 우주비행설 주창자

- 신들의 전차 - 데니켄의 주요 저서 중 하나

- 제카리아 시친
- 신의 지문 - 그레이엄 핸콕의 책
- 마이클 크레모 - 금지된 고고학 등을 비롯한 여러 책 저술
- 찰스 베릴츠 - 언어학자이자 변칙현상 작가
- 불가사의한 인간의 기원 - 1996년 NBC에서 방송한 텔레비전 스페셜
- 스트라타 (소설)
- 웨어하우스 13 - 공상 과학 드라마